# Liriomyza variata
Liriomyza variata är en tvåvingeart som först beskrevs av Malloch 1913.  Liriomyza variata ingår i släktet Liriomyza och familjen minerarflugor.
Artens utbredningsområde är Maine. Inga underarter finns listade i Catalogue of Life.